# کنترووز
کنترووز (به فرانسوی: Contrevoz) یک کمون در فرانسه است که در canton of Virieu-le-Grand واقع شده‌است.

## خصوصیات
کنترووز ۱۴٫۱۸ کیلومترمربع مساحت و ۵۰۶ نفر جمعیت دارد و ۳۲۵ متر بالاتر از سطح دریا واقع شده‌است.